# Tomàs de Savoia-Carignan
Tomàs de Savoia-Carignan (en francès Thomas de Savoie-Carignan i en italià Tommaso Francesco di Savoia) va néixer a Torí (Itàlia) el 21 de desembre de 1596 i va morir a la mateixa ciutat el 22 de gener de 1656. Era un militar i príncep savoià, fill del duc de Savoia Carles Manuel I (1562-1630) i de Caterina Micaela d'Habsburg (1567-1597).
El 1620 es va convertir, per voluntat del seu pare, en el primer príncep de Carignan, iniciant així la línia de Savoia-Carignan, de la qual provindrien els futurs reis d'Itàlia. Durant la Guerra dels Trenta Anys, el 1634, va comandar les tropes espanyoles de Flandes als anomenats Països Baixos Espanyols, essent derrotat a Avian pels mariscals francesos de Châtillon i de Brézé.
En morir el seu germà Víctor Amadeu I, el 1637, i donat que l'hereu del ducat de Savoia era encara menor d'edat, en va assumir la regència la seva cunyada Maria Cristina de França, germana del rei Lluís XIII de França.
Tomàs i el seu germà, el cardenal Maurici de Savoia, partidaris dels interessos espanyols no van veure bé aquesta regència més favorable a França que mantenia les seves tropes al Piemont. El 4 d'octubre de 1638 va morir Francesc Jacint i el dret de successió va passar al seu germà Carles Manuel que només tenia dos anys, molt delicat de salut. No havent-hi més fills barons de Víctor Amadeu I, si moria Carles Manuel, el ducat podia passar al germà de Tomàs, el cardenal Maurici.
Animat pel cardenal, Tomàs va reclamar la regència per a ell mateix. La noblesa, el clero i l'alta burgesia es van dividir en dos bàndols: els anomenats principistes, més filo-espanyols i partidaris de Tomàs, i els madamistes, partidaris de Maria Cristina de França. L'agost de 1639, Maria Cristina es va veure obligada a fugir de Torí amb el seu fill Carles Manuel. Però dos mesos després les tropes franceses del marquès d'Harcourt recuperaren el control de la ciutat. Tres anys després s'arribà a un acord per tal que Maria Cristina es mantingués com a regent en nom de Carles Manuel, i a canvi Maurici rebria la lloctinença de Niça així com la mà de Lluïsa, filla de Maria Cristina, prèvia dispensa papal, mentre que Tomàs rebia la lloctinença de les ciutats d'Ivrea i de Biella.
Reconciliat amb França, el 1648 Tomàs va combatre en favor de la República de Nàpols per als francesos i contra els espanyols. Va ser nomenat generalíssim dels exèrcits de França i de Savoia a Itàlia. Després de diverses derrotes va haver de desistir del seu propòsit d'ocupar Nàpols.

## Matrimoni i fills
El 14 d'abril de 1625 es va casar a París amb Maria de Borbó-Condé (1606-1692), filla del comte Carles de Borbó-Soissons (1566-1612) i d'Ana de Montafiè (1577-1644). El matrimoni va tenir set fills:
- Cristina Carlota, nascuda i morta el 1626.
- Lluïsa Cristina (1627-1689), casada amb Ferran Maximilià de Baden-Baden (1625-1669).
- Manuel Filibert (1628-1709), casat amb Angèlica Caterina d'Este (1656-1722).
- Amadea, nascuda i morta el 1629.
- Josep Manuel (1631-1656).
- Ferran (1633-1637).
- Eugeni Maurici (1636 – 1673), casat amb Olímpia Mancini (1639-1708).